# Henning Frenzel
Pour les articles homonymes, voir Frenzel.
Henning Frenzel, né le 3 mai 1942 à Geithain, est un footballeur est-allemand.

## Biographie
En tant qu'attaquant, Henning Frenzel fut international est-allemand à 56 reprises (1961-1974) pour 19 buts.
Il participa aux Jeux olympiques 1964, sous la bannière de l'Équipe unifiée d'Allemagne. Jouant 5 matchs sur 6, ratant le match contre le Mexique, il inscrit 4 buts (1 contre l'Iran, l'Égypte, la Roumanie et la Yougoslavie). Il obtient la médaille de bronze.
Durant les Éliminatoires du championnat d'Europe de football 1968, il fait un triplé contre les Pays-Bas et inscrit deux buts contre la Hongrie (un au match aller et un au match retour), mais ne parvient pas à qualifier la RDA pour l'Euro 1968. 
De même, il inscrit un but en Éliminatoires du championnat d'Europe de football 1972, contre le Luxembourg.
Il ne participa pas à la Coupe du monde de football de 1974, bien qu'il fit les éliminatoires (un match contre l'Albanie).
Il joua dans un seul club : le Lokomotive Leipzig. Il remporte une Coupe d'Allemagne de l'Est de football en 1976, une coupe européenne (la International football cup) en 1966, une deuxième place en Championnat de RDA de football en 1967. Il fut meilleur buteur du championnat de RDA en 1966 avec 22 buts. Il a joué 420 matchs avec le Lokomotive Leipzig pour 152 buts.
Il entraîna des équipes de jeunes puis, en 2004 à l'occasion de la 11e journée de championnat (D3 allemande), 26 ans après son dernier match, il rejoua, contre le SV Paunsdorf, sans marquer de but.

## Clubs
- 1960-1978 :  Lokomotive Leipzig  420 matchs (152 buts)
- 2004 :  Lokomotive Leipzig  1 match (0 but)

## Palmarès
- Coupe d'Allemagne de l'Est de football
  - Vainqueur en 1976
  - Finaliste en 1970, en 1973 et en 1977
- Jeux olympiques
  - Médaille de bronze en 1964
- International football cup
  - Vainqueur en 1966
  - Finaliste en 1965
- Meilleur buteur du championnat de RDA
  - Meilleur buteur en 1966 (22 buts)
- Championnat de RDA de football
  - Vice-champion en 1967